# KYLX-LD
El canal 13 de Laredo (cuyo indicativo es KYLX-LD) es una estación de televisión abierta estadounidense afiliada a las cadenas CBS y The CW Plus. Es propiedad de Gray Television y sus estudios se encuentran ubicados en la zona norte de Laredo, en Del Mar Boulevard (próxima a la Interestatal 35). Su antena transmisora se encuentra al norte del centro de la ciudad, en Shea Street; esta transmite en baja potencia, a 3 kW.
Posee una estación hermana, el canal 8 de Laredo (KGNS-TV), la cual también es producida en las mismas instalaciones de Del Mar Boulevard. Dado que el canal 13 no posee su propio portal web, sus contenidos se encuentran integrados en el sitio web del canal 8. 
Como el resto de estaciones que emiten para Laredo, el Canal 13 se puede sintonizar por toda la Zona metropolitana de Nuevo Laredo-Laredo, compuesto además por los condados de La Salle y Webb en Texas y por la ciudad de Nuevo Laredo (Tamaulipas) y los municipios de Anáhuac (Nuevo León) e Hidalgo (Coahuila) en el norte de México.

## Historia
La estación comenzó sus emisiones el 1 de julio de 1999 en el canal 55 UHF de Laredo, con el indicativo K55HW. Era propiedad de Border Media Partners (BMP). Cambió su indicativo a KNEX-LP en 2002 para enlazarlo con su estación de radio KNEX (106.1 FM). Mientras era propiedad de BMP, la emisora estuvo afiliada primero a la cadena Mas Musica, después a MTV Tres y finalmente a Azteca América. No obstante, dejó de ser afiliada de esta última para pasar a retransmitir audio de la estación de radio KQUR-FM mientras emitía una pantalla de colores que mostraba el indicativo y número de canal de la emisora. En 2009, Border Media Partners LLC transfirió la gestión del Canal 55 al Border Media Business Trust para lograr un acuerdo de indulgencia de morosidad entre Border Media Parnters y sus acreedores.
La emisora salió del aire y permaneció sin emisiones por casi un año tras el mandato de la Comisión Federal de Comunicaciones (CFC) a las estaciones de televisión al nivel nacional que se encontraran transmitiendo por UHF por canales encima del 51 que dejaran de transmitir, con un plazo hasta el 31 de diciembre de 2011 para que puedan trasladarse a otras frecuencias inferiores. El Canal 55 de Laredo realizó una solicitud para operar por televisión digital terrestre (TDT) en el canal 42 UHF, pero después la modificó para operar en la frecuencia 14 UHF. En diciembre de 2012, la CFC aceptó su solicitud, por lo que la emisora comenzó a operar en esta última frecuencia en señal de prueba empleando el subcanal virtual 14.3
En marzo de 2012, Border Media Business Trust vendió el Canal 14 a Eagle Creek Broadcasting, dueña del Canal 13 de Laredo (KVTV). Tras la adquisición, la señal del Canal 14 por la TDT pasó a retransmitir la programación del Canal 13 dependiendo del horario. 
El 18 de mayo de 2015, Eagle Creek Broadcasting cerró un acuerdo para vender el Canal 14 a Gray Televisión, empresa dueña del Canal 8 de Laredo (KGNS-TV) por US$25 000. El 1 de julio de 2015, cuando Gray Televisión comenzó a operar el Canal 14, la empresa le cambió su indicativo a KYLX-LP. El mismo día, la empresa le adquirió a Eagle Creek los bienes del Canal 13 y trasladó la programación de esta estación (incluyendo su afiliación a CBS) al Canal 14. Como resultado, KVTV cesó sus emisiones.
Como parte del acuerdo de venta, se heredaron los parámetros técnicos usados por el Canal 13. Se desechó la licencia del Canal 14 (KYLX-LC) para que esta última pudiera solicitar un traslado de frecuencia al canal 13 VHF transmitiendo a una potencia de 3 kW, mismas especificaciones empleadas anteriormente por KVTV. No obstante, la estación ahora operaría bajo una licencia de emisión a baja potencia con el fin de que Gray Televisión pudiera tenerla bajo su control sin impedimento legal. Además, el 6 de junio del mismo año, Eagle Creek solicitó una «autoridad temporal especial», un tipo de licencia de carácter temporal, para realizar el traslado de frecuencia inmediatamente. El permiso fue concedido por la CFC cinco días después, el 16 de junio. La CFC autorizó el empleo de los nuevos parámetros por la KYLX-LC de forma definitiva el 29 de septiembre de 2015.
En octubre del mismo año, la estación se afilió a The CW, cadena cuya programación comenzó a emitirse por el subcanal virtual 13.2 de la TDT. De esta manera, la ciudad de Laredo vuelve a tener una estación afiliada a esta cadena después de que el Canal 8, en el subcanal virtual 8.2, cesara a The CW para adherirse a la cadena ABC en julio de 2014.

## Televisión digital terrestre
| Canal virtual | Resolución | Nombre corto PSIP | Programación                         |
| ------------- | ---------- | ----------------- | ------------------------------------ |
| 13.1          | 1080i      | KYLX              | Programación principal de KYLX / CBS |
| 13.2          | 16:9 480i  | KYLX              | Laredo CW                            |